# رتیل ببری کاستاریکا
رتیل ببری کاستاریکا (نام علمی: Cyclosternum fasciatum) نام یک گونه از تیره رتیل است.

## نگارخانه

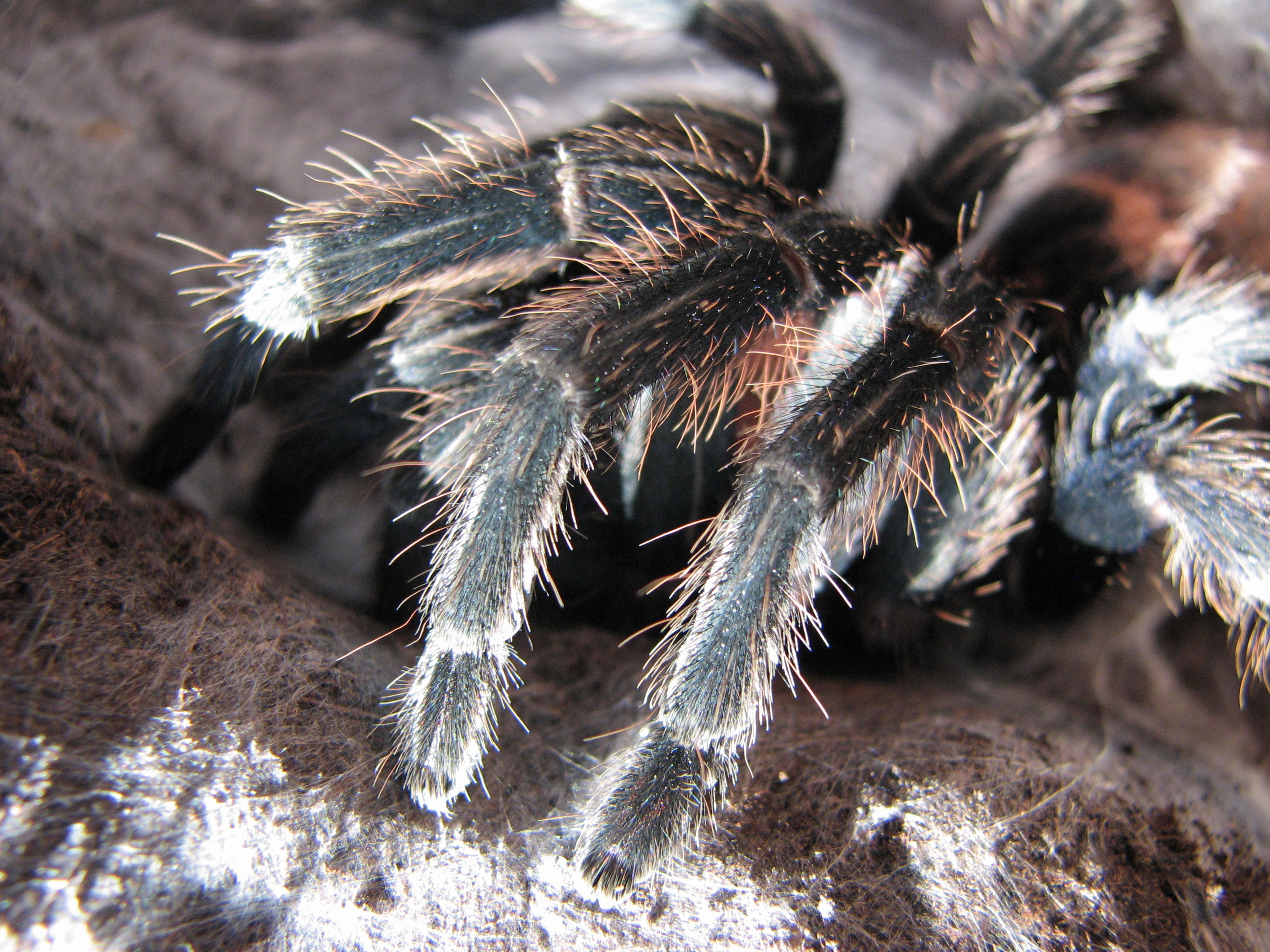
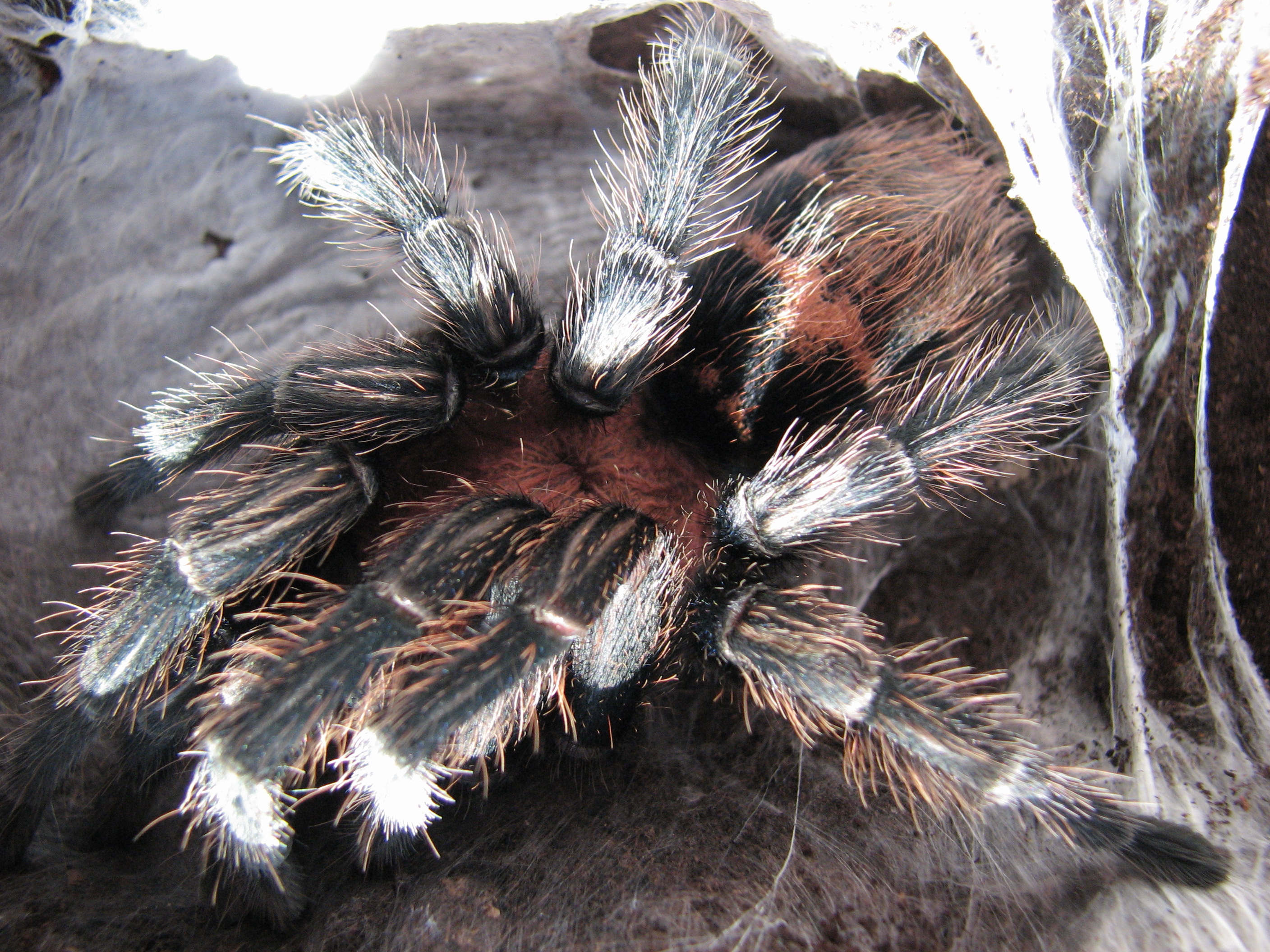